# Gimnastyka na Letnich Igrzyskach Olimpijskich 1896 – ćwiczenia na kółkach

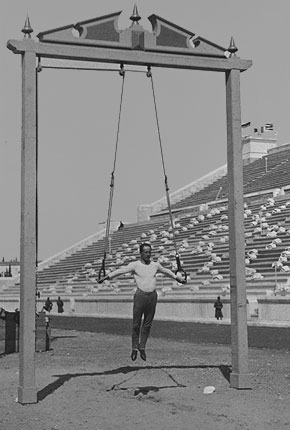
Srebrny medalista Hermann Weingärtner podczas wykonywania konkurencji.

Ćwiczenia na kółkach – jedna z ośmiu gimnastycznych konkurencji na Letnich Igrzyskach Olimpijskich 1896. Zawody zostały rozegrane 9 kwietnia. Wygrał Grek Joanis Mitropulos, drugi był Niemiec Hermann Weingärtner, a trzeci kolejny Grek Petros Persakis. Nie ma danych, kto zajął czwarte miejsce.

## Medaliści
| Medal | Zawodnik            | Kraj   |
| ----- | ------------------- | ------ |
|       | Joanis Mitropulos   | Grecja |
|       | Hermann Weingärtner | Niemcy |
|       | Petros Persakis     | Grecja |

## Wyniki
| lp. | Zawodnik            | Kraj   |
| --- | ------------------- | ------ |
| 1   | Joanis Mitropulos   | Grecja |
| 2   | Hermann Weingärtner | Niemcy |
| 3   | Petros Persakis     | Grecja |
| 5   | Carl Schuhmann      | Niemcy |
| -   | Conrad Böcker       | Niemcy |
| -   | Alfred Flatow       | Niemcy |
| -   | Gustav Flatow       | Niemcy |
| -   | Desiderius Wein     | Węgry  |